# Kostermansia malayana
Kostermansia malayana é uma espécie de angiospérmica da família Bombacaceae.
Apenas pode ser encontrada na Malásia.
Está ameaçada por perda de habitat.